# Таун Крик (Алабама)
Таун Крик (енгл. Town Creek) град је у америчкој савезној држави Алабама. По попису становништва из 2010. у њему је живело 1.100 становника.

## Демографија
Према попису становништва из 2010. у граду је живело 1.100 становника, што је 116 (9,5%) становника мање него 2000. године.
| Група             | 2000.       | 2010.       |
| Белци             | 725 (59,6%) | 570 (51,8%) |
| Афроамериканци    | 416 (34,2%) | 396 (36,0%) |
| Азијати           | 2 (0,2%)    | 1 (0,1%)    |
| Хиспаноамериканци | 44 (3,6%)   | 72 (6,5%)   |
| Укупно            | 1.216       | 1.100       |